# FARP1
FARP1‏ (FERM, ARH/RhoGEF and pleckstrin domain protein 1) هوَ بروتين يُشَفر بواسطة جين FARP1 في الإنسان.